# Abraksas
Abraksas (lat. Abraxas) je mitološko biće čije se ime pojavljuje u gnostičkim spisima. Smatra se da se to ime u početku koristilo kao zamjena za neizrecivo ime Svevišnjeg koje predstavlja njegovu solarnu moć. Njegovo ime nastalo je od riječi abrakadabra.
Vjerovalo se da slova njegova imena predstavljaju sedam stvaralačkih moći, odnosno planetarnih anđela. Njegovo ime sadrži numerološku vrijednost 365, što je broj dana u godini, odnosno broj nebeskih duhova.
Lik ovog bića nekoć se urezivao na amajlije, a prikazivan je kao stvorenje s glavom pijetla, zmajskim nogama i s bičem u ruci. Drugi ga izvori predstavljaju kao vozača četveroprega u koji su upregnuta četiri bijela konja koji simboliziraju eter pomoću kojeg solarna moć kruži svemirom. Također, prikazivan je i s velikim trbuhom i krunom na glavi.
Isprva je predstavljao božansku emanaciju, a kasnije ga je kršćanska Crkva proglasila demonom.